# Sant Blai de Tortosa
Sant Blai de Tortosa és una església barroca de Tortosa (Baix Ebre) protegida com a bé cultural d'interès local.

## Descripció
L'església té una planta de pla central conformada per construccions de dues èpoques diferents: la façana i l'interior.

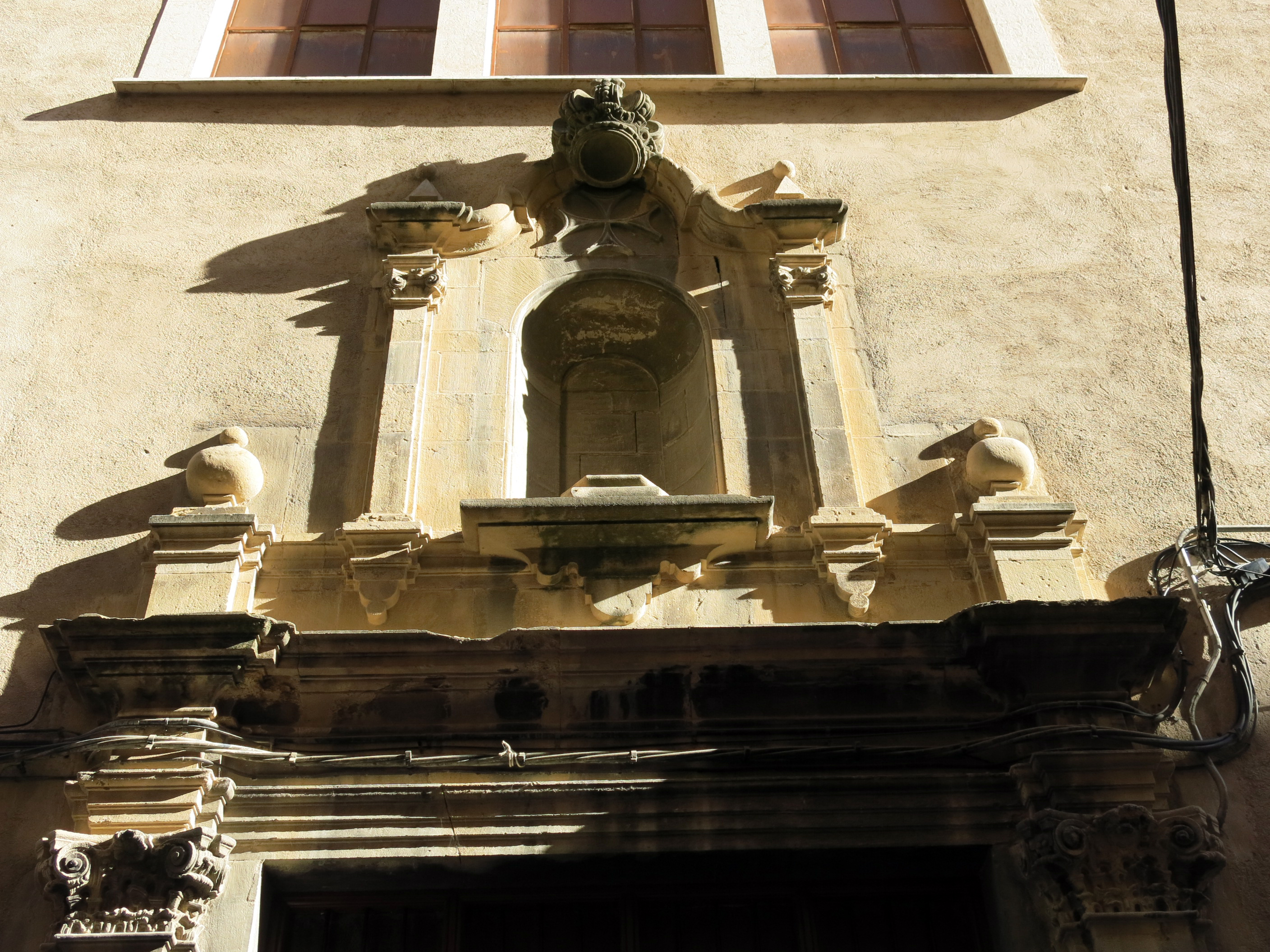
Fornícula buida damunt l'antic portal de la façana

La façana, neoclàssica, fa angle recte aprofitant l'estretiment del carrer en aquesta alçada. Al costat petit hi ha la porta d'accés, allindanada, que dona pas a un petit porxo distribuïdor obert mitjançant dos finestrals. Al costat d'aquests, a l'extrem de la banda que va paral·lela al carrer, hi ha l'antiga porta principal, convertida en finestral, amb emmarcament, entaulament i fornícula superior amb barreja d'elements barrocs i classicistes. La façana és tota de carreus de pedra, i just sobre l'angle s'aixeca un petit campanar, en aquest cas de maons. Sobre la porta d'accés, una creu de Malta i a sota la inscripció en llatí: «Redemptionis hoc signo munitus, V. kals. martii anni bissexti MDCCLXXXIV».
L'interior és octagonal, amb el costat de l'entrada i l'altar, enfrontats, més amples. Els sectors laterals disposen una capella poc profunda al sector inferior i un gran finestral al superior. Cada sector és delimitat per una alta pilastra que arriba fins a la coberta, sense base ni capitell. El sostre és una falsa cúpula octagonal amb la superfície esglaonada que disminueix cap al centre. Excepte les pilastres, recobertes amb marbre, la resta de mur és arrebossat i pintat de blanc.
Les úniques imatges són un Crist i una marededéu de fusta, i un crucifix.

## Història
En un principi no feia funció d'església parroquial, sinó que formava part del convent dels trinitaris. La ubicació original del convent era al barri de Ferreries, a l'altra banda del Pont de Barques: se'n conserven notícies del segle xvii que ho confirmen.
L'edifici actual fou construït sobre un antic fossat, i acabat, tal com indica la inscripció de la façana, el 1784. L'interior ha estat reformat amb posterioritat a la Guerra Civil (1965).